# 鸠坑乡
鸠坑乡，中国浙江省西北部淳安县下辖的一个乡。

## 辖区
该乡辖有：
青苗村、金塔村、翠峰村、中联村、乳洞村、严村村、常青村、星光村和赋置村。

## 中国传统村落
2013年8月，常青村获批第二批中国传统村落。